# Trampolino elastico ai I Giochi panamericani giovanili
Le competizioni di trampolino elastico ai I Giochi panamericani giovanili si sono svolte dal 3 al 4 dicembre a Cali, in Colombia

## Podi

### Ragazzi
| Evento        | Oro                                      | Argento                                | Bronzo                                  |
| Individuale   | Rayan Dutra                              | Elijah Vogel                           | Adrian Martinez                         |
| Sincronizzato | Stati Uniti Zachary Ramacci Elijah Vogel | Brasile Rayan Dutra Vinicius Celestino | Messico Jose Hugo Marin Adrian Martinez |

### Ragazze
| Evento        | Oro                                          | Argento                                    | Bronzo                                      |
| Individuale   | Mariola Garcia                               | Valentina Podesta                          | Nicolle Castellanos                         |
| Sincronizzato | Argentina Lucila Maldonado Valentina Podesta | Messico Mariola Garcia Maria Jose Gonzalez | Colombia Nicolle Castellanos Gilary Riascos |